# إيسيدرو مارتين
إيسيدرو مارتين (بالإسبانية: Isidro Luis Martín Solano)‏ هو مجدف إسباني، ولد في 13 يوليو 1959.

## وصلات خارجية
- إيسيدرو مارتين على موقع الاتحاد الدولي للتجديف (الإنجليزية)
- إيسيدرو مارتين على موقع أوليمبيديا (الإنجليزية)